# Mukim di Gadong B
Gadong B è un mukim del Brunei situato nel Distretto di Brunei-Muara con 34.181 abitanti al censimento del 2011.

## Geografia antropica

### Suddivisioni amministrative
Il mukim è suddiviso in 7 villaggi (kapong in malese):
Beribi, Kiarong, Kiulap, Mata-Mata, Batu Bersurat, Menglait I, Menglait II.